# 布盧明堡 (紐約州)
布盧明堡（英語：Bloomingburg）是位於美國紐約州沙利文縣的村。

## 人口
根據2020年美國人口普查的數據，布盧明堡的面積為1.78平方千米，皆為陸地。當地共有人口1032人，而人口密度為每平方千米580人。